# Lăpușnicel, Caraș-Severin
Lăpușnicel este satul de reședință al comunei cu același nume din județul Caraș-Severin, Banat, România. Localitatea Lăpușnicel este situată la intrarea dinspre nord-est în depresiunea Almăjului.

## Istoric
Primele însemnări referitoare la existența unor urme antice se datorează lui Tincu Velia, care, în 1865 notează că "pe râpa de lângă satul Lăpușnicel se văd și azi ruine de zidărie". În punctul numit "Cetate", plasat cam la 1km de intrarea in sat, se mai poate observa traseul unor ziduri, realizate din cărămidă legată cu mortar, precum si multe fragmente de țigle romane. Săpăturile, inițiate în 1946, relevă prezența unor fortărețe romane. Reluate între anii 1975-1978, investigațiile au scos la iveală o construcție de 60x65m, cu zidurile lucrate în tehnica opus incertum .

## Imagini

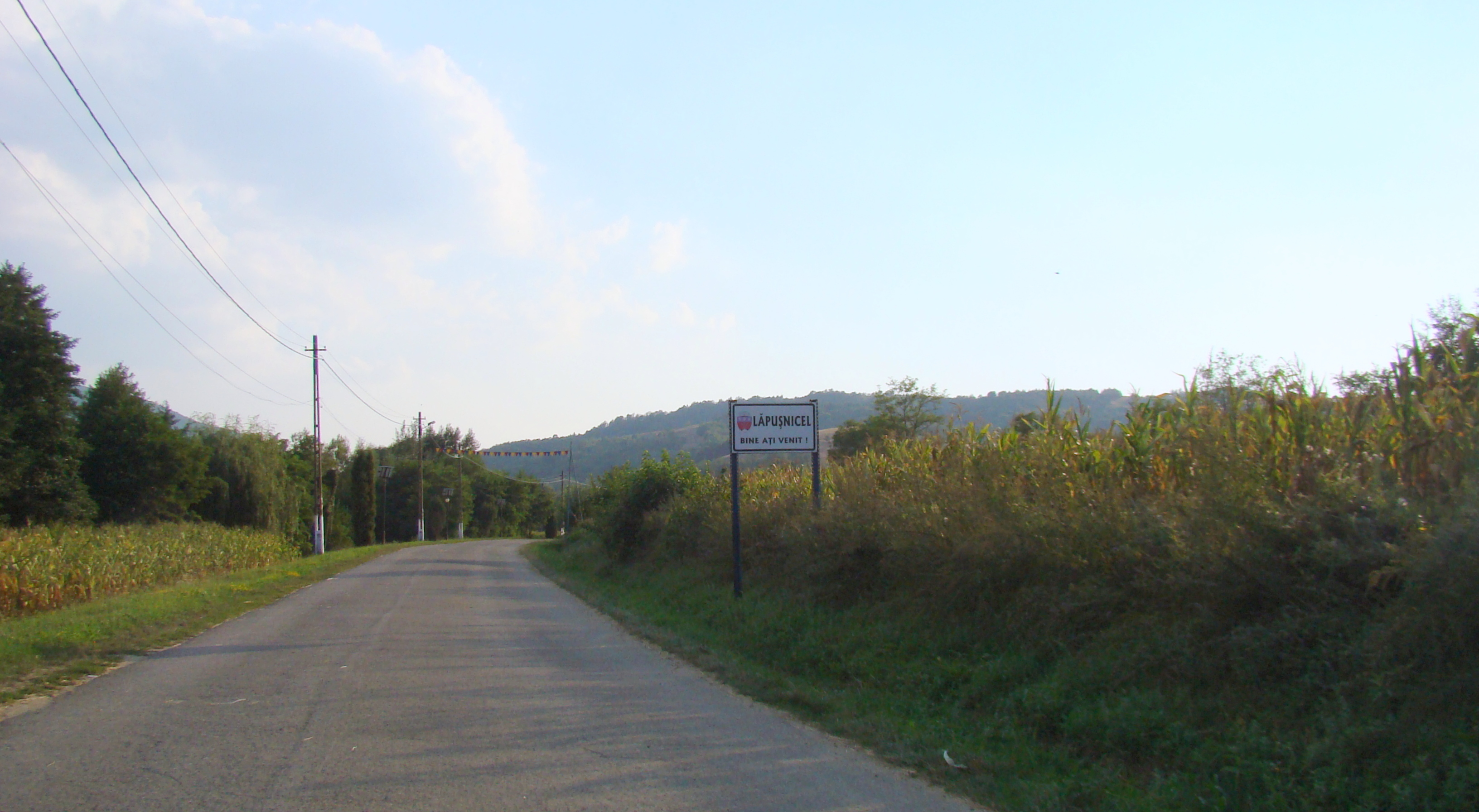
Intrarea în localitate
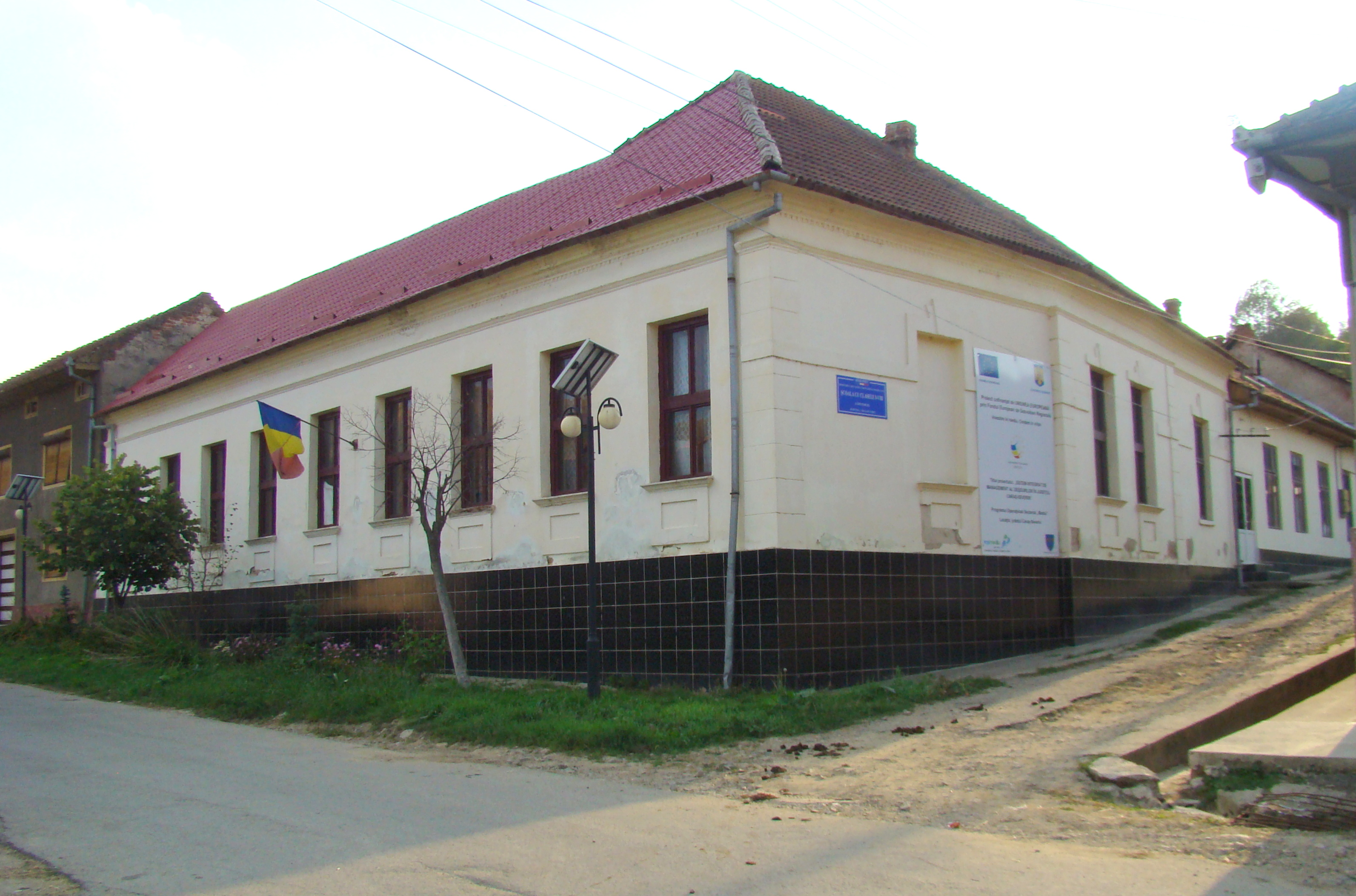
Școala
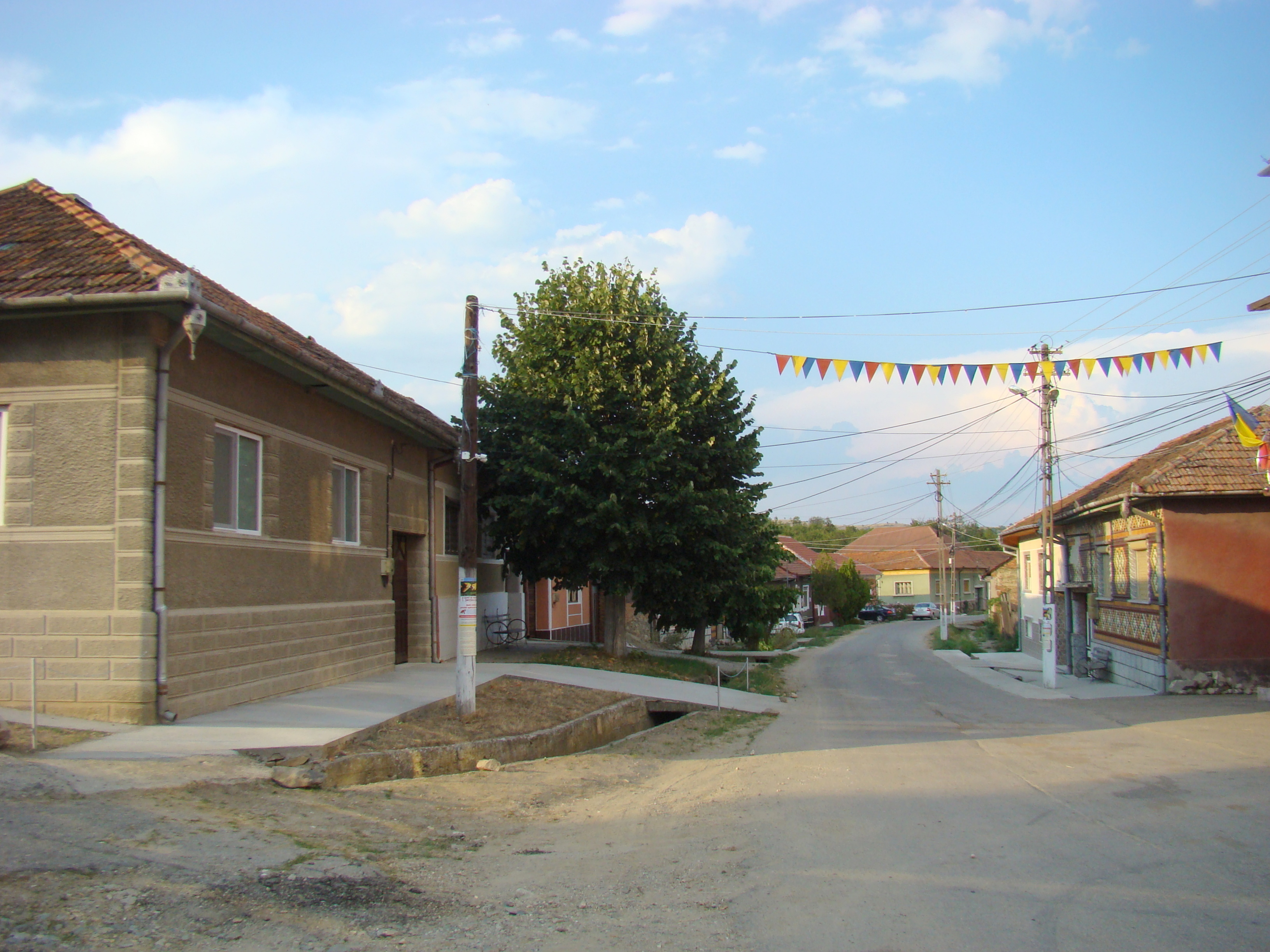
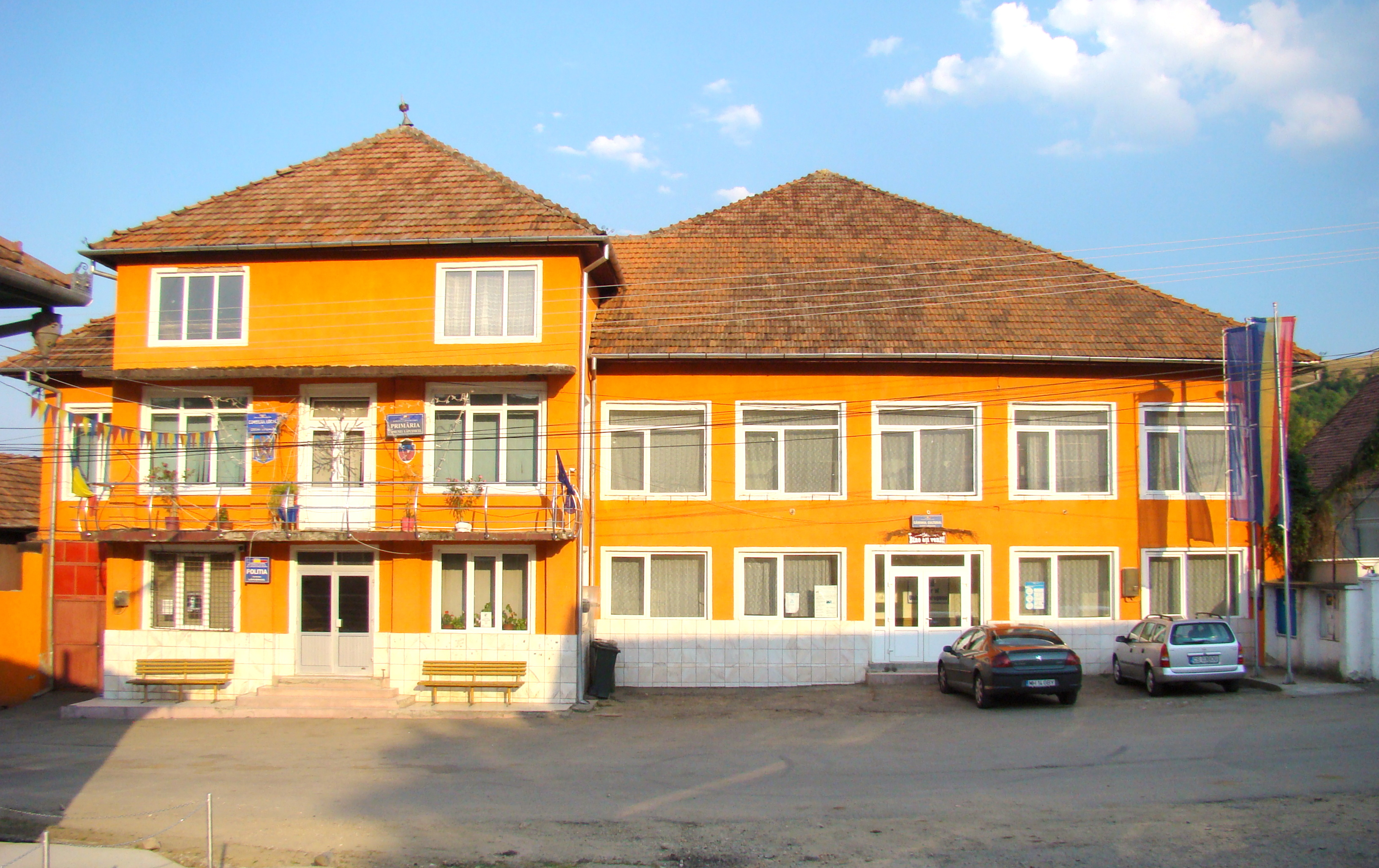
Primăria
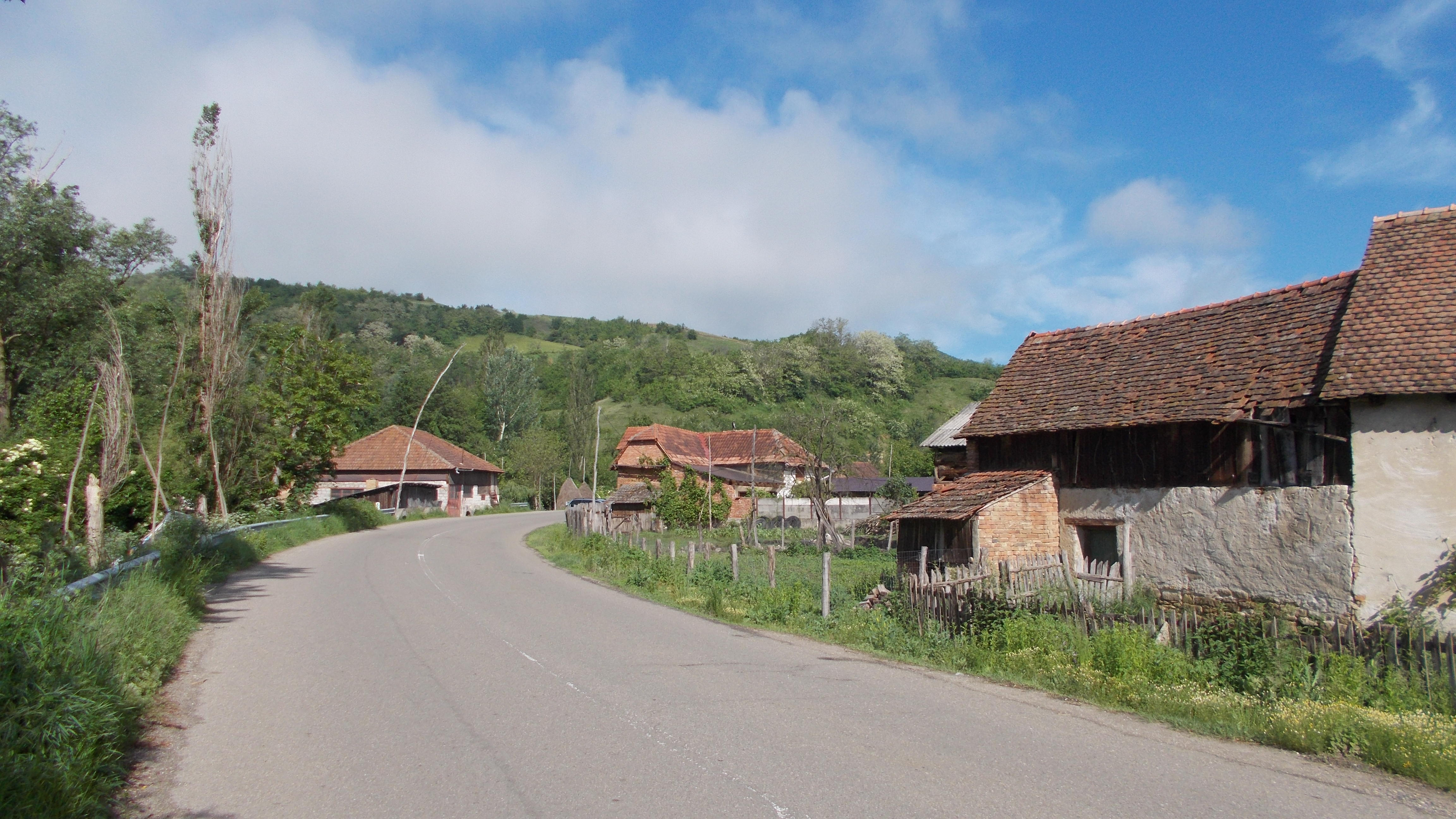